# Llengua hopi
El hopi (hopilàvayi) és una llengua uto-asteca parlada pel poble hopi del sud-oest dels Estats Units. Els hopi són una de les tribus pueblo i la seva llengua és un membre de l'àrea lingüística pueblo. Segons una estimació del 1990, hi ha aproximadament 5.000 parlants nadius de la llengua, al voltant de 75% de la població hopi; gairebé tots parlen també l'anglès, excepte alguns grans. Hi ha un diccionari hopi-anglès, Hopìikwa Lavàytutuveni, i la tribu ha format un grup per a promoure l'ús i l'alfabetització en la seva llengua.

## Dialectes
Segons la documentació de Benjamin Lee Whorf, hi ha quatre dialectes de hopi, parlats a diferents pobles hopi:
- El dialecte de First Mesa
- Mishongnovi, parlat a Second Mesa
- Shipaulovi, parlat a Second Mesa
- El dialecte de Third Mesa (Hotevilla-Bacavi)

Whorf va notar que no se sap l'afiliació dels dialectes de les altres pobles de Second Mesa. Les varietats de First Mesa i Third Mesa són els amb més parlants, però la varietat més estudiat és el mishongnovi, el qual Whorf va estudiar més exhaustivament.

## Contacte lingüístic
El hopi forma una part de l'àrea lingüística pueblo, amb el zuni, les llengües tano (de la família kiowa-tano), les llengües keres, i perifèricament el navaho. Les llengües pueblo, encara que no són emparentades, mostren semblances distintes com a resultat d'un llarg període de contacte entre si. Com en les altres llengües pueblo, l'aspiració de consonants oclusives és distintiva en el hopi i té les velars labialitzades /kw/ i /ŋw/; altre tret compartit és el nombre dual. A diferència de les altres llengües pueblo, el hopi no té consonants ejectives.

## Fonologia

### Vocals
La llengua té sis fonemes vocàliques en un sistema atípic de les llengües pueblo (de les quals les altres típicament tenen el sistema de cinc vocals /i, e, a, o, u/). Les vocals mostren una distinció entre les arrodonides i les no arrodonides.
|               | Anterior   | Anterior      | Posterior  | Posterior |
| no arrodonida | arrodonida | no arrodonida | arrodonida |           |
| ------------- | ---------- | ------------- | ---------- | --------- |
| Tancada       | i [i]      |               | u [ɨ]      |           |
| Mitjana       | e [ɛ]      | ö [ø]         |            | o [o]     |
| Oberta        |            |               | a [a]      |           |

### Consonants
Els dialectes de hopi difereixen en quantes consonants distingeixen. Aquí es presenten dos sistemes consonàntics, del dialectes Third Mesa i mishongnovi. (L'inventari de hopi Third Mesa mostra també la representació en l'ortografia estàndard.)
|                |            | Labial  | Alveolar | Alveolar | Post- alveolar | Palatal | Velar           | Velar     | Velar  | Velar | Glotal |
| anterioritzada | neutral    | neutral | Alveolar | Alveolar | Post- alveolar | Palatal | posterioritzada |           |        |       | Glotal |
| anterioritzada | normal     | Labial  | africada | labial   | Post- alveolar | Palatal | posterioritzada | no labial |        |       | Glotal |
| -------------- | ---------- | ------- | -------- | -------- | -------------- | ------- | --------------- | --------- | ------ | ----- | ------ |
| Oclusiva       | Oclusiva   | p       | t        | ts       |                |         | ky [cj]         | kw [kʷ]   | k      | q [ḵ] | ’ [ʔ]  |
| Fricativa      | sorda      |         | s        | s        |                |         |                 |           |        |       | h      |
| Fricativa      | sonora     | v [β]   |          |          | r [ʐ]          |         |                 |           |        |       |        |
| Nasal          | Nasal      | m       | n        | n        |                |         | ngy [ɲ]         | ngw [ŋʷ]  | ng [ŋ] |       |        |
| Aproximant     | Aproximant |         | l        | l        |                | y [j]   |                 | w         |        |       |        |

|                |             | Labial  | Consonant alveolar | Consonant alveolar | Post- alveolar | Palatal | Velar           | Velar     | Velar | Velar   | Glotal |
| anterioritzada | neutral     | neutral | Consonant alveolar | Consonant alveolar | Post- alveolar | Palatal | posterioritzada |           |       |         | Glotal |
| anterioritzada | normal      | Labial  | africada           | labial             | Post- alveolar | Palatal | posterioritzada | no labial |       |         | Glotal |
| -------------- | ----------- | ------- | ------------------ | ------------------ | -------------- | ------- | --------------- | --------- | ----- | ------- | ------ |
| Oclusiva       | no aspirada | p       | t                  | ts                 |                |         | kʲ [cʲ]         | kʷ        | k     | q [k̠]   | ʔ      |
| Oclusiva       | preaspirada | ʰp      | ʰt                 | ʰts                |                |         |                 | ʰkʷ       | ʰk    | ʰq [ʰk̠] |        |
| Fricativa      | sorta       |         | s                  | s                  |                |         |                 |           |       |         | h      |
| Fricativa      | sonora      | v       |                    |                    | r              |         |                 |           |       |         |        |
| Nasal          | sorda       | m̥       | n̥                  | n̥                  |                |         |                 |           |       | ŋ̱̊       |        |
| Nasal          | sonora      | m       | n                  | n                  |                |         | ɲ               | ŋʷ        |       | ŋ̱       |        |
| Aproximant     | sorda       |         | l̥                  | l̥                  |                | ȷ̊       |                 | w̥         |       |         |        |
| Aproximant     | sonora      |         | l                  | l                  |                | j       |                 | w         |       |         |        |

L'inventari consonàntic del dialecte mishongnovi és més grand que el de Third Mesa; segons la documentació de Whorf, el mishongnovi manté distincions fonètiques perdudes en les altres dialectes de hopi, amb una sèrie d'oclusives preaspirades i una distinció de sonoritat en les nasals i aproximants (una distinció de sonoritat en consonants a més de les fricatives i les oclusives és un tret bastant rar en els sistemes fonològics).
La fricativa labial sonora v varia entre labiodental i bilabial ([v ~ β]). Abans d'una consonant o al final d'una paraula és sorda. Les consonants ts i s són consonants apicals; un procés de palatalització a resultat en les consonants [tʃ] i [ʃ] per alguns parlants de Third Mesa, i quan les consonants apareixen en l'atac sil·làbic en el mishongnovi.
Les nombroses consonants velars representen un fenomen fonològic complex. Les diferències entre les formes són neutralitzades en la majoria de contexts. L'al·lòfon anterioritzat, o palatalitzat, [cj] precedeix les vocals anteriors /ɛ, i/; l'al·lòfon velar [k] precedeix les vocals posteriors /o, u/; i l'al·lòfon posterioritzat precedeix /ø/. Hi ha pars mínims només davant de [a] (establint un contraste fonèmica), on l'al·lòfon velar no ocorre en mots natius. Complicant l'anàlisi és que manlleus del castellà poden contenir la seqüència [ka], requerint l'addició d'un tercer fonema oclusiva velar per a descriure les varietats modernes del hopi. Descripcions d'aquests sons en la literatura varien a cert punt; alguns investigadors han identificat l'al·lòfon [cj] com [kj]; de la mateixa manera, la literatura representa el fonema [q] (uvular) com [k̠] i descriuen el seu punt d'articulació com "post-velar" i no uvular.

## Morfologia

### Sufixos
El hopi usa sufixos per a diferents propòsits. Alguns exemples:
| sufix | propòsit           | exemple    | significat                          |
| mi    | cap a              | itamumi    | cap a nosaltres                     |
| ni    | futur              | tuuvani    | llençarà                            |
| ngwu  | sufix habitual     | tuuvangwu  | normalment llença                   |
| pe    | localització       | Ismo'walpe | a Ismo'wala                         |
| q     | sufix de distància | atkyamiq   | Tot el camí fins a la part inferior |

El hopi també té preposicions lliures:
| akw   | amb (instrumental) |
| angkw | des de             |
| ep    | a/en/damunt        |

Els noms es marquen com obliquos per qualsevol dels sufixos -t per als noms simples o  y per als noms duals (que es refereixen exactament a dos individus), que posseeixen noms o substantius plurals.
Alguns exemples es mostren a continuació:
| nominatiu | obliquo   | Significat         |
| himutski  | himutskit | arbusts            |
| iisaw     | iisawuy   | coiot              |
| itam      | itamuy    | nosaltres          |
| nuva      | nuvat     | neu                |
| nu'       | nuy       | Jo                 |
| paahu     | paahut    | aigua de primavera |
| pam       | put       | ell/ella           |
| puma      | pumuy     | ells               |
| tuuwa     | tuuwat    | sorra              |
| um        | ung       | tu/vosaltres       |

Els verbs també estan marcats per sufixos però aquests no s'utilitzen en un patró regular. Per exemple, els sufixos -Lawu i -ta són utilitzats per tornar un verb simple en duratiu (implicant l'acció està en curs i encara no completa), però és difícil predir quin sufix s'aplica a quins verbs. Estudiants de hopi com a segona llengua s'ho aprenen de memòria.
Hi ha alguns termes específics de gènere en hopi:
| Masculí  | femení  | Significat |
| a'ni     | hin'ur  | molt       |
| kwakwhay | askwali | gràcies    |